# Stargate SG-1: The Alliance
Pour les articles homonymes, voir Stargate (homonymie).
Stargate SG-1: The Alliance est un jeu vidéo qui avait été annoncé officiellement par MGM basé sur la licence Stargate. Ce jeu était développé par la compagnie Perception pour JoWooD et Namco en Amérique du Nord. Il devait sortir sous Windows, Xbox et PS2 fin 2005 mais a été annulé à la suite d'une guerre juridique entre l'éditeur et le développeur.
Ben Lenzo, le chef du projet Stargate SG-1: The Alliance pour la compagnie Perception, avait toutefois révélé que ce jeu était un jeu de tir à la première personne développé avec le moteur de jeu de Unreal Tournament 2004.

## Développement et annulation
Le jeu a commencé à être développé par Perception, une entreprise australienne, à partir de janvier 2004, pour le compte de l'éditeur autrichien JoWooD.
L'éditeur JoWooD a annoncé avoir arrêté le développement de Stargate SG-1: The Alliance à cause du travail bâclé effectué par le studio Perception, espérant ainsi récupérer la licence et le code source du jeu. Le développeur Perception, quant à lui, a annoncé que la licence et le code source du jeu lui appartiennent et que le développement du jeu est toujours en cours, il a ainsi porté plainte devant les tribunaux autrichiens pour faire valoir sa vue sur l'affaire.
La justice autrichienne a rejeté la plainte de Perception en déclarant que JoWooD étant dans son bon droit, ayant payé ce qu'il avait à payer. Le problème demeure cependant puisque la question de la propriété intellectuelle du jeu reste en suspens.
Namco a tenté pour sa part de continuer à éditer le jeu aux États-Unis un certain temps avant de jeter l'éponge : le jeu ayant été abandonné sans même un communiqué officiel.

## Histoire
Le jeu met en scène l'alliance entre Anubis et une nouvelle race spécialement créée pour le jeu : les Haaken. Le jeu n'étant pas considéré comme faisant partie de l'histoire de Stargate SG-1, cela n'avait pas dérangé les créateurs de la série.
Certaines images du jeu ont été réutilisées dans l'épisode 6 de la saison 8 de Stargate SG-1 : Avatar.
La version de démonstration testée par le site IGN était une mission de sauvetage de SG-2 dans un temple Goa'uld, où le joueur pouvait contrôler un des quatre membre de SG-1.
D'après l'un des développeurs, le multijoueur devait être présent avec des modes death match, capture du drapeau et par équipe, mais aussi des spécificités liées à la présence de la porte des étoiles.